# Abaremotemo
O Abaremotemo (Abarema cochliacarpos) é uma espécie de legume da família das Leguminosae nativa do Brasil. Seu nome é de origem tupi.

## Sinônimos
- Inga nandinaefolia DC.
- Mimosa cochliocarpos Gomes
- Mimosa vago Vell.
- Pithecellobium avaremotemo Mart.
- Pithecolobium cochliocarpum (Gomes) J.F.Macbr.